# Palais Royal

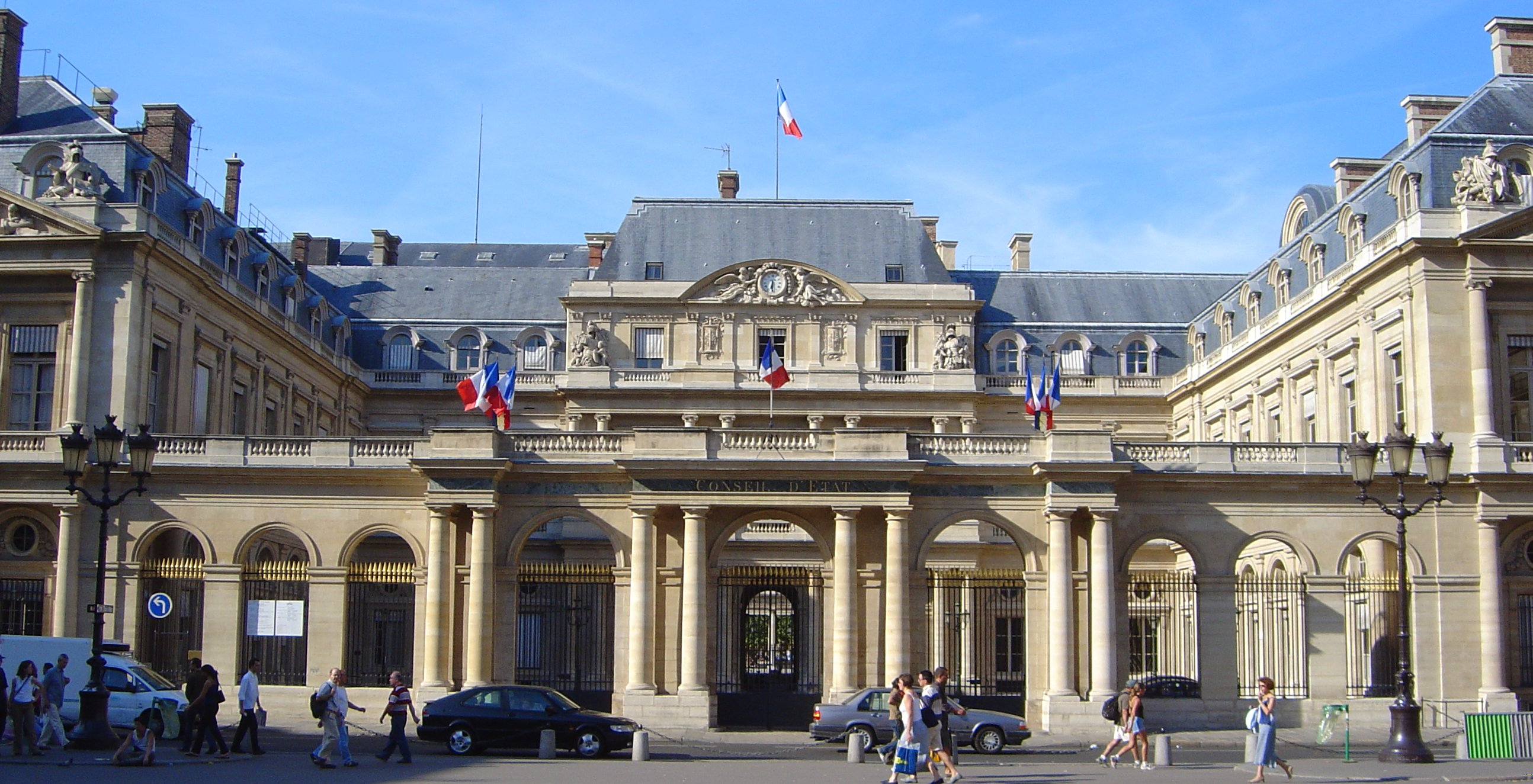
Palais Royal, Ehrenhof des Haupttrakts

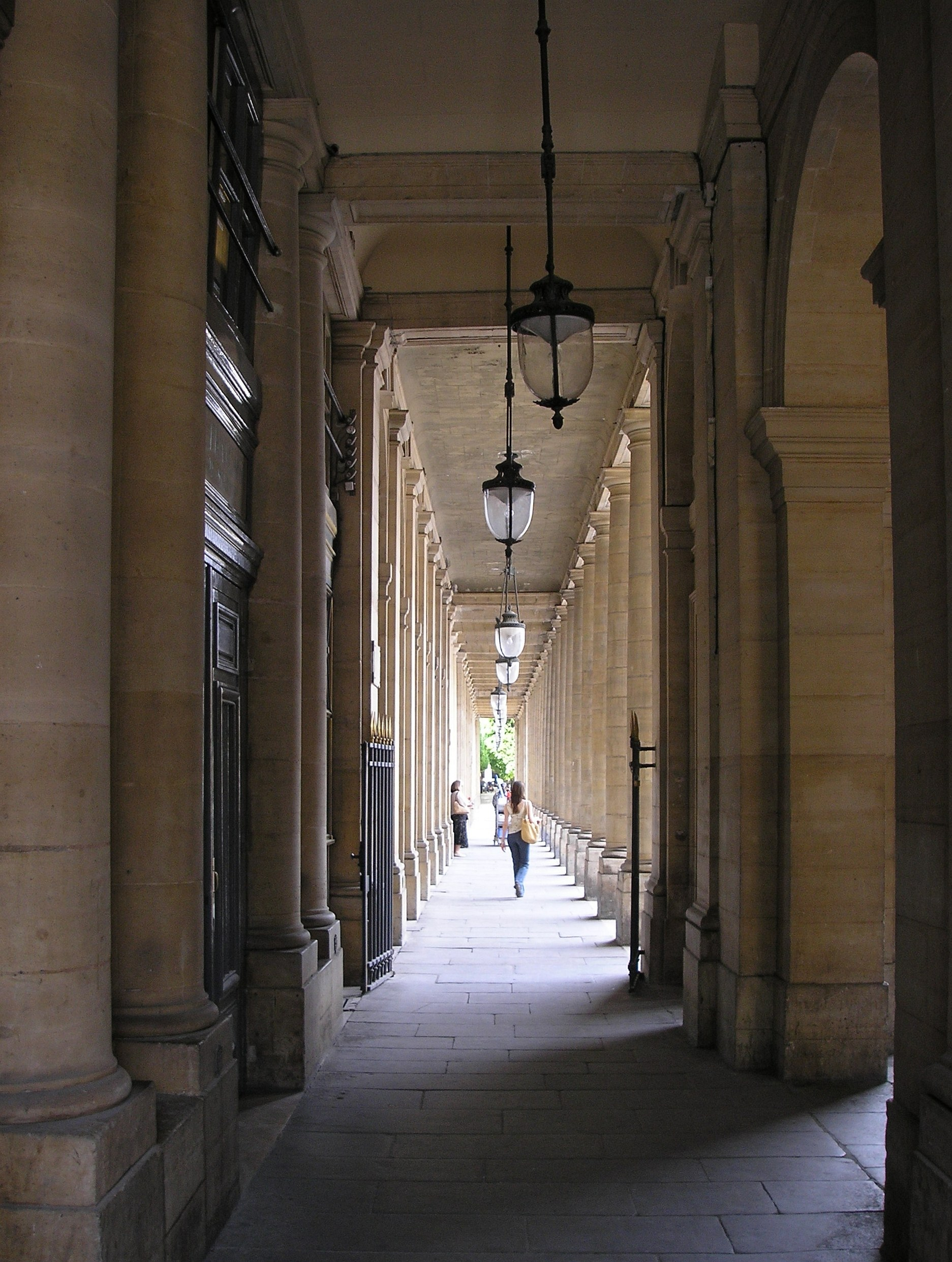
Säulengang im Palais Royal zum Innenhof

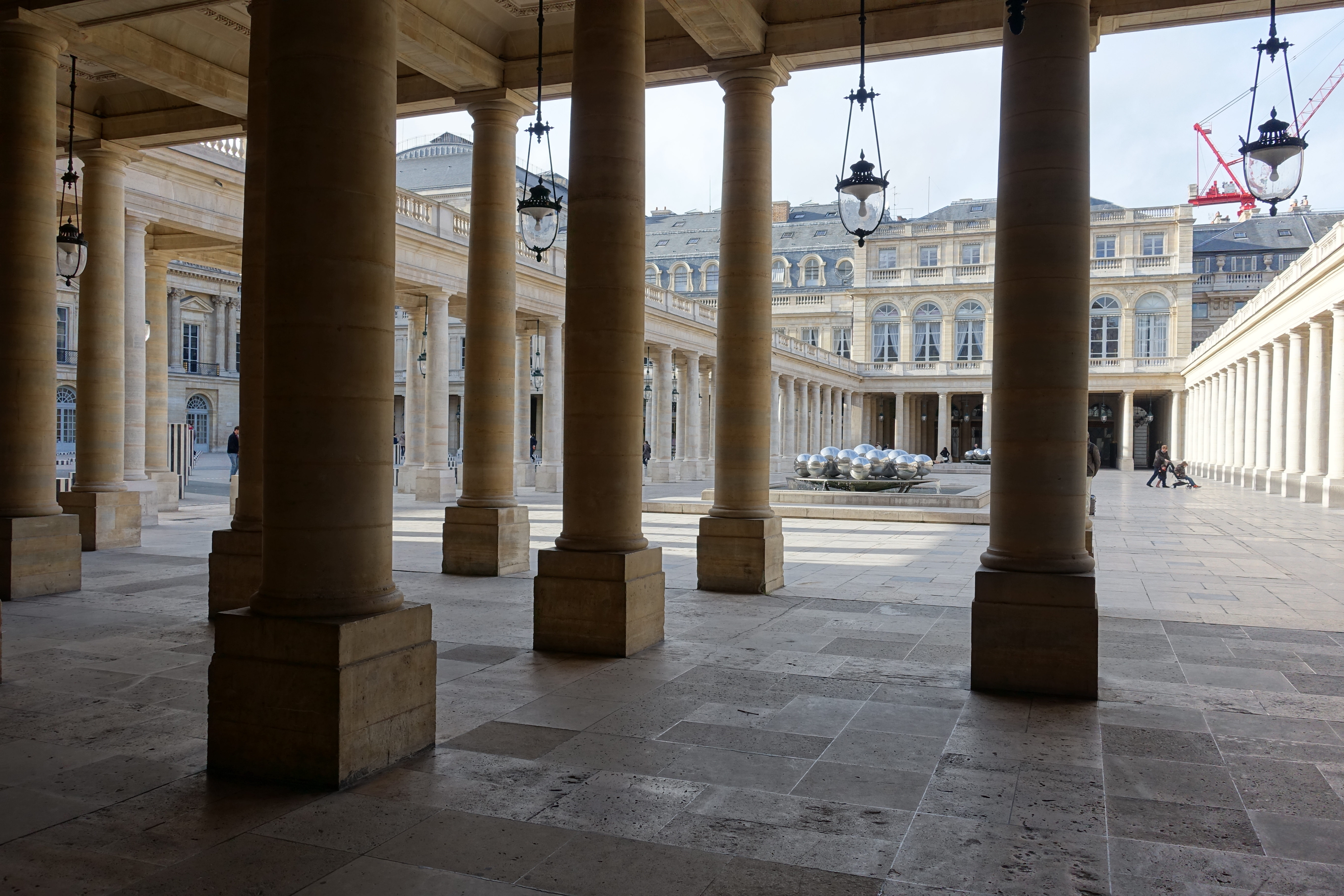
Blick auf die Gartenseite des Palais Royal mit den Galerieflügeln, die den Hof umgeben.

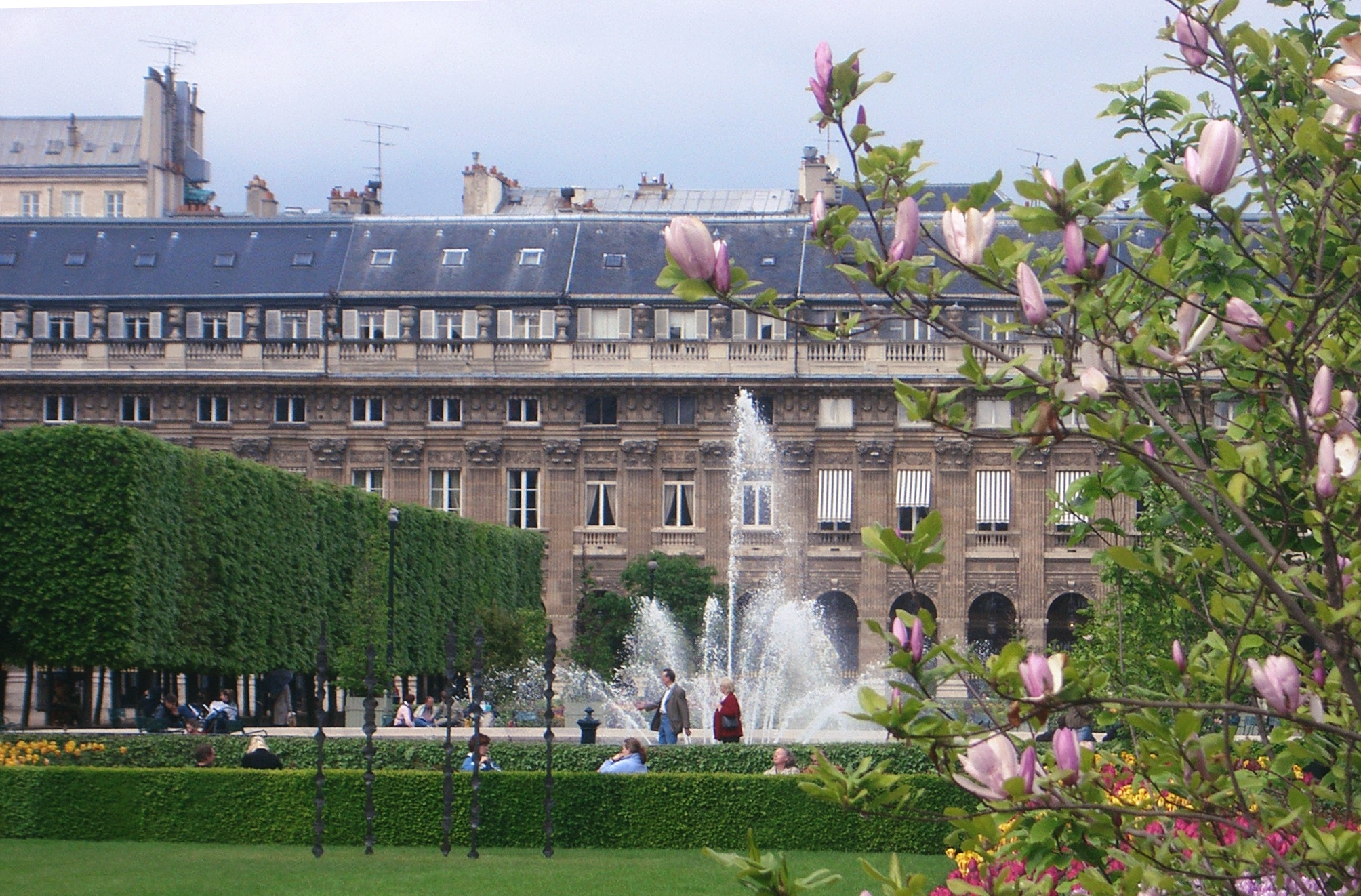
Jardin du Palais Royal

Das Palais Royal, früher Palais Cardinal, ist ein Pariser Stadtpalast im 1. Arrondissement, etwa 150 Meter nördlich des Louvre. Das Palais beherbergt heute in seinem Haupttrakt den Staatsrat (frz. Conseil d’État), im Westflügel die Comédie-Française und den Verfassungsrat (frz. Conseil constitutionnel) und im Ostflügel das Kulturministerium.

## Geschichte
Es wurde in den Jahren 1627 bis 1629 von dem Architekten Jacques Le Mercier für den ersten Minister Ludwigs XIII., Kardinal Richelieu, gebaut, nach dessen Tod 1642 ging es in den Besitz der Krone über und nahm seinen heutigen Namen an. Nach Richelieu bewohnte die Königinmutter und Regentin Anna von Österreich das Palais mit ihren beiden minderjährigen Söhnen, Ludwig XIV. und Philippe d’Orléans.
Zur Zeit der Fronde, die in den Jahren 1648 bis 1653 in Paris und ganz Frankreich wütete, erlebte Ludwig XIV. eine Nacht im Palais Royal, die seine lange absolutistische Regentschaft stark prägen sollte. Nachdem Angehörige der Pariser Parlamente, der französischen Gerichtshöfe, im Jahre 1648 gegen königliche Verordnungen Mazarins und Annas von Österreich revoltierten, war die Regentin gezwungen, mit ihren beiden Söhnen, dem minderjährigen König Ludwig XIV. und dessen jüngerem Bruder Philippe, Herzog von Anjou, Paris zu verlassen und in das königliche Schloss nach Saint-Germain-en-Laye zu fliehen, um einer Gefangennahme durch die Frondeure zu entgehen.
Jedoch verlangten die politischen Unruhen bald zunehmend die Präsenz der königlichen Familie in der Hauptstadt Paris und so kehrte Anna von Österreich mit ihren Söhnen im Jahre 1651 nach Paris in das Palais Royal zurück. In der Nacht vom 9. auf den 10. Februar gelang es aufständischen Pariser Bürgern, durch die Kooperation königlicher Angestellter bis in das Schlafgemach des jungen Königs vorzudringen, um dessen Anwesenheit zu überprüfen. Der sich schlafend stellende Ludwig lag schutzlos ausgeliefert in seinem Bett, während die aufständischen Bürger an diesem vorübergingen. Die Mitglieder der königlichen Familie waren faktisch zu Gefangenen in ihrem belagerten Palais geworden.
Obwohl dem jungen König in jener Nacht kein körperlicher Schaden zugefügt wurde, grub sich dieses Erlebnis im Pariser Palais Royal dennoch tief in sein Gedächtnis ein. Niemals wieder wollte er seinen Untertanen so macht- und schutzlos ausgeliefert sein, was aus späteren Aussagen Ludwigs XIV. und einigen innenpolitischen Maßnahmen hervorgeht. Auch die Tatsache, dass er das von ihm beauftragte Schloss in Versailles in den 1680er Jahren zu seinem festen Wohn- und Regierungssitz machte, geht zum Teil auf die früheren Pariser Erfahrungen zurück. Aufgrund seiner Lage außerhalb von Paris galt Schloss Versailles als eine besser zu verteidigende Anlage als die königlichen Schlösser und Palais im Pariser Zentrum.
Im Jahr 1636 wurde in einem Anbau das Palasttheater geöffnet. In den Jahren 1660 bis 1673 spielte dort die Schauspieltruppe von Molière. Nach seinem Tod diente das Gebäude bis zum Jahr 1763 als Ort für diverse Opernaufführungen, dann brannte es – am 6. April 1763 – komplett aus. Am Ende des 18. Jahrhunderts wurde die Anlage wiederaufgebaut. Seit dem Jahr 1786 dient sie der Comédie-Française als Sitz.
Seit der zweiten Hälfte des 17. Jahrhunderts residierten im Palais Royal die Mitglieder des Hauses Orléans, beginnend mit Philippe I., dem Bruder Ludwigs XIV., und seiner (zweiten) Gemahlin Liselotte von der Pfalz. Es folgten ihr Sohn, der Regent Philippe II., Louis Philippe I. und Louis-Philippe II. („Philippe Égalité“).
Am 8. Juni 1781 kam es zu einem weiteren Brand des Palais Royal. Es geriet der Opernsaal in Brand, weshalb die Pariser Oper erneut umziehen musste. In den Jahren 1781 bis 1784 ließ Philippe Égalité die Galerie de Bois bauen, ein gigantisches Immobilienprojekt, wobei rund um den Palastgarten drei riesige Galerieflügel mit etwa 60 Häusern mit Arkadengängen, Wohnungen, Läden, Gastronomiebetrieben und Vergnügungseinrichtungen errichtet wurden, die bis heute stehen. Hier konzentrierte sich bald das Nachtleben der Hauptstadt. Die Promenade auf der „Allée des Soupirs“ (Seufzerallee) war in ganz Europa berühmt, weil sich dort die schönsten Mädchen und Frauen aus allen Ständen prostituierten, auch Personen aus dem Hochadel wurden dort angetroffen. Da die Anlage dem Herzog von Orléans, einem entfernten Vetter des Königs, gehörte, hatte die Polizei keinen Zutritt. Dies ermöglichte eine gewisse Versammlungsfreiheit und so wurde das Palais zu einer Zentrale der Patriotischen Bewegung. Am 13. Juli 1789 (nach einigen Quellen am 11. Juli oder 12. Juli) rief dort Camille Desmoulins zum bewaffneten Aufstand auf. Der Herzog selbst schloss sich der Revolution an (und nannte sich „Philippe Égalité“), als Mitglied des Nationalkonvents stimmte er sogar für die Hinrichtung seines Cousins, des Königs. Das verhinderte aber nicht, dass er selbst unter der Terrorherrschaft 1793 festgenommen und guillotiniert wurde.
Die einst berüchtigten Spielhallen wurden im Jahre 1838 geschlossen.
Zu den Bewohnern der Häuser am Jardin du Palais Royal gehörten unter anderem Colette, Jean Cocteau und Jean Marais.
Von 1829 bis 1831 wurde, nachdem die Galerie de Bois geschlossen wurde, eine neue Galerie im Palais Royal errichtet, die Galerie d’Orléans.
Bei den zahlreichen Brandstiftungen im Zuge der Pariser Kommune wurde unter anderem auch das Palais Royal teilweise in Brand gesteckt.
Im Ehrenhof (Cour d’Honneur) des Palais Royal befindet sich seit 1986 das begehbare Kunstwerk Les Deux Plateaux des französischen Installationskünstlers Daniel Buren.

Palais-Royal, Paris: 1. Ministère de la Culture – 2. Conseil constitutionnel – 3. Conseil d'État – 4. Comédie-Française – 5. Théâtre éphémère – 6. Colonnes de Buren – 7. Théâtre du Palais-Royal

## Das Palais Royal im Film
Das Palais Royal dient in diversen Spielfilmen als Kulisse. Zu ihnen gehören:
- Charade (1963) von Stanley Donen
- Interview mit einem Vampir (1994) von Neil Jordan
- Männer und Frauen – Eine Gebrauchsanweisung (1996) von Claude Lelouch
- The Da Vinci Code – Sakrileg (2006) von Ron Howard
- So ist Paris (2007) von Cédric Klapisch
- Ca$h (2008) von Éric Besnard
- Vorsicht Sehnsucht (2009) von Alain Resnais
- Mission: Impossible - Fallout (2018) von Christopher McQuarrie